# Réservoir Robertson
Das Réservoir Robertson ist ein Stausee im Osten der Verwaltungsregion Côte-Nord der kanadischen Provinz Québec. 

## Lage
Der Stausee liegt in der Munizipalität Gros-Mécatina wenige Kilometer von der Nordküste des Sankt-Lorenz-Golfs entfernt.
Durch Errichtung der 40 m hohen Gewichtsstaumauer Barrage du Lac-Robertson am Fluss Rivière Ha! Ha! bei (⊙) sowie weiterer Deiche im Jahre 1994 wurden die Seen Lac Robertson, Lac Plamondon und Petit Lac Plamondon zum Stausee Réservoir Robertson aufgestaut. Das Speichervolumen beträgt 51 Mio. m³.
Das zugehörige Wasserkraftwerk Centrale du Lac-Robertson befindet sich direkt am Staudamm. Es nutzt mit seinen beiden Turbinen, welche eine Gesamtleistung von 21 MW erreichen, eine Fallhöhe von 38,5 m.